# Fanny Sundström
Fanny Charlotta Sundström, född 14 september 1883 i Träsk i Sunds kommun, död där 14 april 1944, var en åländsk lärare, lantbrukare och politiker. 
Sundström tillhörde den första studentkullen vid Privatläroverket i Mariehamn 1903 och studerade därefter vid Ekenäs seminarium. Hon var därefter lärare vid Svenska Katharina kyrkoskola i Sankt Petersburg 1908–1915 och vid Helsingfors stads svenska folkskolor 1915–1918. Efter att ha återflyttat till Åland övertog hon släktgården Guttorp i Sund och blev lantbrukare på heltid. 
Sundström invaldes i Ålands landsting 1922 och var länge dess enda kvinnliga ledamot. Hon förblev aktiv i landstinget fram till sin död. Inom hembygds- och martharörelsen gjorde hon betydande insatser, även på ett nordiskt plan. Genom sin officiella framtoning och sina ledaregenskaper kom hon ofta att kallas "Ålandsdrottningen".